# Даніель Мандзато
Даніель Мандзато (нім. Daniel Manzato, нар. 17 січня 1984, Фрібур) — швейцарський хокеїст, воротар клубу НЛ «Берн». Гравець збірної команди Швейцарії.

## Ігрова кар'єра
Професійну хокейну кар'єру розпочав 2004 року.
2002 року був обраний на драфті НХЛ під 160-м загальним номером командою «Кароліна Гаррікейнс». 
Захищав кольори професійних команд «ЕХК Клотен», «Базель», «Олбані Рівер Ретс», «Рапперсвіль-Йона Лейкерс», «Лугано», «Берн», «Амбрі-Піотта» та «Женева-Серветт». Наразі ж грає за клуб НЛ «Берн».